# Joan Aranyès
Joan Aranyés (Lleida? ca. 1600- Lleida? ca. 1650) fou un compositor i mestre de capella català del segle xvii.

## Biografia
Joan Aranyés va estudiar a la Universitat d'Alcalá de Henares i fou mestre de capella de la Seu de Lleida entre els anys 1614 i 1620. Anys més tard es traslladà a Roma com a sacerdot i mestre de capella del duc de Pastrana.
A Roma l'any 1624, va publicar el Libro segundo de tonos y villancicos, que consta de dotze cançons (tonos) per a veus i guitarra. Amb aquestes cançons va voler mostrar l'existència de l'acompanyament de la guitarra espanyola a la usanza romana. Aquesta obra situa a Aranyès entre els compositors que es van decantar durant el segle xvii per un nou estil d'influència italiana.
Un cop va retornar de Roma, fou mestre de cant de la Seu d'Urgell de 1627 a 1634 on succeí a Marcià Albareda. L'any 1649 va tornar al càrrec però, l'any següent, va ser substituït per Jaume Vidal. Aquesta seria la darrera activitat musical de la qual se'n té constància.

## Obra
De la seva producció musical, únicament es coneixen obres vocals de caràcter profà:
- Existeix una primera obra que es considera que s'ha perdut[1]

- Libro segundo de tonos y villancicos de una, dos, tres y quatro voces con la zifra de la guitarra espannola a la usanza romana, Roma, Juan Battista R. Oletti, 1624.[1]